# قبیله بنیامین
قبیله بنیامین (انگلیسی: Tribe of Benjamin)، 
طبق تورات، ""قبیله بنیامین" (عبری: בִּנְיָמִן، نوین: Bīnyamīn، طبریه‌ای: Bīnyāmīn) یکی از اسباط اسرائیل بود. این قبیله از تبار بنیامین، کوچک‌ترین پسر سه شه‌پدر یعقوب و همسرش راحل بود. در پنج کتاب سامری نام به صورت «بنیامیم» ظاهر می‌شود.